# Carignan-de-Bordeaux
Carignan-de-Bordeaux là một xã trong tỉnh Gironde, thuộc vùng Nouvelle-Aquitaine của nước Pháp, có dân số là 3094 người (thời điểm 1999). Xã nằm trong vùng đô thị của thành phố Bordeaux.